# Bất đẳng thức

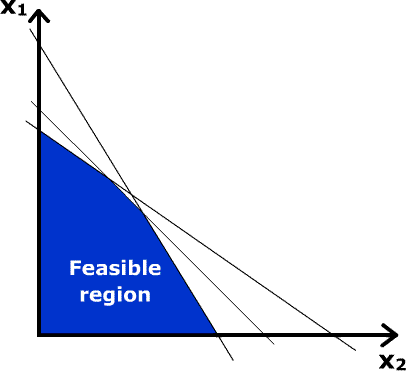
Miền giá trị (feasible region) của một bài toán quy hoạch tuyến tính được xác định bởi một tập các bất đẳng thức

Trong toán học, một bất đẳng thức (tiếng Anh: Inequality) là một phát biểu về quan hệ thứ tự và độ lớn của giá trị giữa hai số hoặc các biểu thức toán học. Nó thể hiện mối quan hệ không bằng nhau, vì thế nên dược gọi là bất đẳng thức, ngược với đẳng thức. Nó thường được sử dụng để so sánh hai số trên trục số theo giá trị của chúng. Người ta sử dụng các kí hiệu khác nhau để biểu thị cho các bất đẳng thức khác nhau, ví dụ:
- {\displaystyle a<b\!\ } có nghĩa là a nhỏ hơn b.
- {\displaystyle a>b\!\ } có nghĩa là a lớn hơn b.

Trong cả hai trường hợp trên, a không bằng b. Những bất đẳng thức nói trên được gọi là bất đẳng thức chặt chẽ, chỉ thể hiện rằng a hoàn toàn nhỏ hơn hoặc lớn hơn b.
Ngoài ra, ta còn có những bất đẳng thức không chặt chẽ:
- {\displaystyle a\leq b} có nghĩa là a nhỏ hơn hoặc bằng b.
- {\displaystyle a\geq b} có nghĩa là a lớn hơn hoặc bằng b.
- {\displaystyle |a|\geq a} có nghĩa là giá trị tuyệt đối của a lớn hơn hoặc bằng a.

Mối quan hệ không lớn hơn (tức nhỏ hơn hoặc bằng) có thể được biểu diễn là a >/ b, ký hiệu > (lớn hơn) được chia đôi bởi dấu gạch chéo (nghĩa là không). Tương tự với cách biểu diễn cho mối quan hệ không nhỏ hơn (tức lớn hơn hoặc bằng) là a ≮ b.
Một bất đẳng thức nữa là a ≠ b, có nghĩa là a không bằng b. Bất đẳng thức này đôi khi được coi là một dạng bất đẳng thức chặt chẽ. Nó không nói rằng a lớn hơn b hay ngược lại, cũng không nói rằng a bằng b. Nó chỉ thể hiện rằng giá trị của a khác so với giá trị của b.
Trong khoa học kỹ thuật, người ta còn sử dụng một số kí tự ít phổ biến hơn để biểu thị một số bất đẳng thức, mà chúng chỉ ra rằng một giá trị "lớn hơn nhiều" hay "nhỏ hơn nhiều" so với giá trị khác:
- Ký hiệu a ≪ b có nghĩa là a nhỏ hơn nhiều so với b.
- Ký hiệu a ≫ b có nghĩa là a lớn hơn nhiều so với b.

Các ký hiệu a, b ở hai vế của một bất đẳng thức có thể là các biểu thức của các biến. Sau đây ta chỉ xét các bất đẳng thức với các biến nhận giá trị trên tập số thực hoặc các tập con của nó.
Nếu một bất đẳng thức đúng với mọi giá trị của tất cả các biến có mặt trong bất đẳng thức, thì bất đẳng thức này được gọi là bất đẳng thức tuyệt đối hay không điều kiện. Nếu một bất đẳng thức chỉ đúng với một số giá trị nào đó của các biến, với các giá trị khác thì nó bị đổi chiều hay không còn đúng nữa thì nó được goị là một bất đẳng thức có điều kiện. Một bất đẳng thức đúng vẫn còn đúng nếu cả hai vế của nó được thêm vào hoặc bớt đi cùng một giá trị, hay nếu cả hai vế của nó được nhân hay chia với cùng một số dương. Một bất đẳng thức sẽ bị đảo chiều nếu cả hai vế của nó được nhân hay chia bởi một số âm.
Hai bài toán thường gặp trên các bất đẳng thức là
1. Chứng minh bất đẳng thức đúng với trị giá trị của các biến thuộc một tập hợp cho trước, đó là bài toán chứng minh bất đẳng thức.
2. Tìm tập các giá trị của các biến để bất đẳng thức đúng. Đó là bài toán giải bất phương trình.
3. Tìm giá trị lớn nhất,nhỏ nhất của một biểu thức một hay nhiều biến. Đó gọi là tìm cực trị.

## Các tính chất
Bất đẳng thức có các tính chất sau:

### Nghịch đảo
Các quan hệ < và >, ≤ và ≥ là nghịch đảo của nhau , nghĩa là với mọi số thực a và b:
- {\displaystyle a<b} và {\displaystyle b>a} tương đương.
- {\displaystyle a\leq b} và {\displaystyle b\gneq a} tương đương.

### Tính chất bắc cầu
Tính chất bắc cầu của bất đẳng thức được phát biểu như sau:
- Với mọi số thực a, b,c:
  - Nếu {\displaystyle a>b} và {\displaystyle b>c} thì {\displaystyle a>c}
  - Nếu {\displaystyle a<b} và {\displaystyle b<c} thì {\displaystyle a<c}

### Tính chất liên hệ đến phép cộng và phép trừ
Tính chất liên quan đến phép cộng và phép trừ được phát biểu như sau:
Phép cộng và phép trừ với cùng một số thực bảo toàn quan hệ thứ tự trên tập số thực. Nghĩa là
- Với mọi số thực a, b và c:
  - Nếu {\displaystyle a>b} thì {\displaystyle a+c>b+c} và {\displaystyle a-c>b-c}
  - Nếu {\displaystyle a<b} thì {\displaystyle a+c<b+c} và {\displaystyle a-c<b-c}

### Tính chất liên hệ đến phép nhân và phép chia
Tính chất liên quan đến phép nhân và phép chia được phát biểu như sau:
Phép nhân (hoặc chia) với một số thực dương bảo toàn quan hệ thứ tự trên tập số thực, phép nhân (hoặc chia)với một số thực âm đảo ngược quan hệ thứ tự trên tập số thực. Cụ thể:
- Với mọi số thực a, b và c:
  - Nếu c là một số dương và {\displaystyle a>b} thì {\displaystyle a\times c>b\times c} và {\displaystyle a/c>b/c}
  - Nếu c là một số dương và {\displaystyle a<b} thì {\displaystyle a\times c<b\times c} và {\displaystyle a/c<b/c}
  - Nếu c là một số âm và {\displaystyle a>b} thì {\displaystyle a\times c<b\times c} và {\displaystyle a/c<b/c}
  - Nếu c là một số âm và {\displaystyle a<b} thì {\displaystyle a\times c>b\times c} và {\displaystyle a/c>b/c}

### Áp dụng một hàm đơn điệu vào hai vế của một bất đẳng thức
Từ định nghĩa của các hàm đơn điệu (tăng hoặc giảm) ta có thể đưa hai vế của một bất đẳng thức trở thành biến của một hàm đơn điệu tăng nghiêm ngặt mà bất đẳng thức kết quả vẫn đúng. Ngược lại nếu ta áp vào hai vế của một bất đẳng thức dạng hàm đơn điệu giảm nghiêm ngặt thì lúc ấy ta phải đảo chiều bất đẳng thức ban đầu để được bất đẳng thức đúng.
Điều đó có nghĩa là:
1. Nếu có bất đẳng thức không nghiêm ngặt a ≤ b (hoặc a ≥b) và
  1. {\displaystyle f(x)} là hàm đơn điệu tăng thì{\displaystyle f(a)} ≤{\displaystyle f(b)}(hoặc {\displaystyle f(a)}≥{\displaystyle f(b)}) (không đảo chiều)
  2. {\displaystyle f(x)} là hàm đơn điệu giảm thì {\displaystyle f(a)} ≥ {\displaystyle f(b)} (hoặc {\displaystyle f(a)}≤{\displaystyle f(b)}(đảo chiều)
2. Nếu có bất đẳng thức nghiêm ngặt a < b (hoặc a > b) và
  1. {\displaystyle f(x)} là hàm đơn điệu tăng nghiêm ngặt thì {\displaystyle f(a)} < {\displaystyle f(b)} (hoặc {\displaystyle f(a)}>{\displaystyle f(b)}) (không đảo chiều)
  2. {\displaystyle f(x)} là hàm đơn điệu giảm nghiêm ngặt thì {\displaystyle f(a)} > {\displaystyle f(b)} (hoặc {\displaystyle f(a)}<{\displaystyle f(b)}) (đảo chiều)

### Kiểu ký hiệu ghép nối(Bất đẳng thức kép)
Ký hiệu a<b<c có nghĩa là a < b và b < c và do tính chất bắc cầu ta suy ra a < c. Dễ thấy rằng, cũng bằng các tính chất ở phần trên, chúng ta có thể cộng/trừ cùng một số vào ba số hạng này, hay nhân/chia cả ba số hạng này với cùng một số khác không và tùy vào dấu của số nhân/chia đó mà ta có đảo chiều bất đẳng thức hay không. Nhưng cần thận trọng vì bạn chỉ có thể làm điều đó với cùng một số, tức là a < b + e < c tương đương với a - e < b < c - e.
Tổng quát hơn, kiểu ký hiệu ghép nối này có thể dùng với một số bất kỳ các số hạng: chẳng hạn a1 ≤a2 ≤...≤an có nghĩa là ai≤ai+1 với i = 1,2,...,n-1. Theo tính chất bắc cầu, điều này tương đương với ai≤aj với mọi 1≤i≤j≤n.
Đôi khi, kiểu ký hiệu ghép nối được dùng với các bất đẳng thức có chiều ngược nhau, trong trường hợp này phải hiểu đây là việc viết ghép các bất đẳng thức riêng biệt cho hai số hạng kế cận nhau. Cho ví dụ, a < b > c ≤ d có nghĩa là a < b, b > c và c ≤d. Thường trong toán học, người ta ít xài kiểu ký hiệu này và trong ngôn ngữ lập trình, chỉ có một ít ngôn ngữ như Python cho phép dùng ký hiệu này.

## Các bất đẳng thức nổi tiếng
Xem thêm: Bảng các bất đẳng thức
Khi gặp các đại lượng mà không thể tìm được hoặc không dễ dàng tìm được công thức tính chính xác, các nhà toán học thường dùng bất đẳng thức để giới hạn khoảng tầm giá trị mà các đại lượng đó có thể có. Một vài bất đẳng thức thông dụng và có tên gọi riêng cho nó:
- Bất đẳng thức Azuma
- Bất đẳng thức Bernoulli
- Bất đẳng thức Boole
- Bất đẳng thức Cauchy-Schwarz
- Bất đẳng thức cộng Chebyshev
- Bất đẳng thức Chernoff
- Bất đẳng thức Cramer-Rao
- Bất đẳng thức Hoeffding
- Bất đẳng thức Holder
- Bất đẳng thức Jensen
- Bất đẳng thức Markov
- Bất đẳng thức Minkowski
- Bất đẳng thức Nesbitt
- Bất đẳng thức Pedoe
- Bất đẳng thức tam giác
- Bất đẳng thức trung bình cộng và trung bình nhân